# Pietra runica di Velanda
La pietra runica di Velanda è una pietra runica risalente alla fine del X secolo o all'inizio dell'XI secolo, situata nel villaggio di Velanda in Västergötland, Svezia. È scritta in norreno con caratteri dell'alfabeto runico chiamato fuþark recente.

## Descrizione
Venne eretta da una donna di nome Þyrvé in memoria del marito Ögmundr. Aggiunse che si trattava di un buon thegn. L'esatto ruolo dei thegn in Svezia meridionale è oggetto di dibattito, ma secondo una teoria indica che si trattava di un guerriero in servizio presso il re di Svezia ad Uppsala. Avrebbe quindi potuto essere il responsabile della riscossione dei tributi che i Geati locali del Västergötland dovevano pagare al Re di Svezia.
Infine, Þyrvé chiede al dio Thor di santificare la pietra runica.

## Traslitterazione in caratteri latini
× þurui: risþi: stin: iftiR : ukmut: buta: sin: miuk: kuþan: þikn × þur: uiki ×

## Trascrizione in norreno
Þyrvi ræisti stæin æftiR Ogmund, bonda sinn, miok goðan þegn. Þorr vigi.

## Traduzione
Þyrvé eresse la pietra in memoria di Ôgmundr, suo marito, un Þegn molto buono. Possa Þórr santificarlo.

## Fonti
- Mats G. Larsson, Götarnas Riken: Upptäcktsfärder Till Sveriges Enande, 2002, Bokförlaget tlantis AB ISBN 978-91-7486-641-4